# 250 (số)
250 (hai trăm năm mươi) là một số tự nhiên ngay sau 249 và ngay trước 251.